# کمیسیون برنامه و بودجه و محاسبات مجلس شورای اسلامی
کمیسیون برنامه و بودجه و محاسبات مجلس شورای اسلامی یکی از کمیسیون‌های تخصصی مجلس شورای اسلامی است. بر اساس ماده ۵۱ آیین‌نامه داخلی مجلس شورای اسلامی، این کمیسیون برای انجام وظایف محوله در محدوده برنامه، بودجه، نظارت برنامه و بودجه و دیوان محاسبات و امور مالی مجلس و ارایه آمار و خدمات عمومی فنی مطابق ضوابط این آیین‌نامه تشکیل می‌شود.
کمیسیون برنامه و بودجه و محاسبات موظف است علاوه بر انجام وظایف تخصصی نسبت به امور زیر نیز اقدام نماید:
1. نظارت و مراقبت بر اجرای مقررات بودجه و امور مالی مجلس و نحوه هزینه کردن آن
2. رسیدگی به عملکرد بودجه سالیانه مجلس و ارائه گزارش آن حداکثر تا پایان شهریور ماه سال گودرز
3. بازرسی و رسیدگی دقیق و نظارت در مورد کلیه اموال و اشیاء منقول و غیرمنقول مجلس شورای اسلامی و ارائه گزارش سالیانه جهت چاپ و توزیع بین نمایندگان
4. معرفی دو نامزد برای سمت رئیس دیوان محاسبات و دو نامزد برای سمت دادستان دیوان محاسبات جهت انتخاب توسط مجلس شورای اسلامی

## اعضا
لیست اعضای کمیسیون برنامه و بودجه و محاسبات مجلس شورای اسلامی در سال اول مجلس دوازدهم بدین شرح است:
| ردیف | نام و نام خانوادگی    | سمت           |
| ۱    | غلامرضا تاجگردون      | رئیس          |
| ۲    | مهرداد بائوج لاهوتی   | نایب رئیس اول |
| ۳    | فریدون همتی           | نایب رئیس دوم |
| ۴    | محمدمهدی مفتح         | سخنگو         |
| ۵    | الهام آزاد            | دبیر اول      |
| ۶    | محسن بیگلری           | دبیر دوم      |
| ۷    | مهرداد گودرزوند چگینی | عضو           |
| ۸    | ابراهیم عزیزی         | عضو           |
| ۹    | مجید دوست‌ علی         | عضو           |
| ۱۰   | محمد آشوری            | عضو           |
| ۱۱   | هادی قوامی            | عضو           |
| ۱۲   | محسن زنگنه            | عضو           |
| ۱۳   | محمد قسیم عثمانی      | عضو           |
| ۱۴   | عباس قدرتی            | عضو           |
| ۱۵   | نبی‌الله محمدی         | عضو           |
| ۱۶   | رحیم زارع             | عضو           |
| ۱۷   | نجیب حسینی            | عضو           |
| ۱۸   | عبدالحسین روح‌الامینی  | عضو           |
| ۱۹   | عبدالرضا مصری         | عضو           |
| ۲۰   | جواد نیک بین          | عضو           |
| ۲۱   | جبار کوچکی‌نژاد        | عضو           |
| ۲۲   | بهروز محبی نجم‌آبادی   | عضو           |